# Esperanza Pizarro
Esperanza Pizarro Pagalday (Nueva Palmira, Colonia; 15 de abril de 2001) es una futbolista uruguaya. Juega como delantera en Sociedad Deportiva Eibar en la Liga F (primera división del fútbol femenino español). Es internacional con la selección de Uruguay.

## Biografía
Comenzó su camino en el fútbol a la edad de 5 años en un cuadro de baby fútbol local llamado Sacachispas. Sus primeros pasos en cancha de 11 fueron con el Club Palmirense de Nueva Palmira, donde Ariel Longo la conoció y citó para integrar la selección sub-17 en 2016 que disputó el sudamericano en Venezuela.  
Fue parte de las selecciones juveniles de Uruguay en reiteradas ocasiones, como el Sudamericano sub-20 en Ecuador, el cuadrangular amistoso entre Estados Unidos, Argentina y Chile (previo al Sudamericano sub-17 en San Juan), el mundial de fútbol femenino sub-17 disputado en Uruguay en 2018, donde anotó el mejor gol del mundial.  
Debutó con el equipo principal de Uruguay en el partido amistoso entre Uruguay y Francia en 2019, y disputó dos partidos más con dicha delegación contra Chile en 2020. Fue jugadora del Club Nacional de Football femenino desde el 2019 al 2021. Con el que obtuvo Campeonato Uruguayo de Fútbol Femenino 2020 y el cuarto puesto en la Copa Libertadores Femenina 2021.   
En 2022, luego de que se viera interrumpido el campeonato uruguayo, dio un gran paso al unirse al futbol Europeo. Se unió al Santa Teresa Club Deportivo, equipo de segunda división del futbol Español. A medidados de 2022, se unió al Sociedad Deportiva Eibar (femenino), equipo con el que logró el ascenso a la Primera División Femenina de España, convirtiéndose en una de las primeras jugadoras de fútbol uruguayas en jugar en esa liga. Actualmente, sigue siendo parte del equipo.   

### Participaciones en Copas del Mundo
| Mundial                                        | Sede    | Resultado    | Partidos | Goles |
| ---------------------------------------------- | ------- | ------------ | -------- | ----- |
| Copa Mundial Femenina de Fútbol Sub-17 de 2018 | Uruguay | Primera fase | 3        | 1     |

### Clubes
| Club                     | País    | Año        |
| ------------------------ | ------- | ---------- |
| Nacional                 | Uruguay | 2019-2021. |
| Santa Teresa de Badajoz  | España  | 2022.      |
| Sociedad Deportiva Eibar | España  | 2022-Act.  |

## Palmarés
| Título                       | Club             | País      | Año  |
| ---------------------------- | ---------------- | --------- | ---- |
| Campeonato Uruguayo          | Nacional         | Uruguay   | 2020 |
| Sudamericano Sub-17 - Bronce | Selección Sub-17 | Argentina | 2018 |
| Liga Sudamericana - Bronce   | Selección Sub-20 | Argentina | 2019 |
| Sudamericano Sub-20 - Bronce | Selección Sub-20 | Argentina | 2020 |

## Distinciones
- Convirtió el gol elegido como Mejor gol del mundial sub-17 de 2018.[3]
- Premio Charrúa a la mejor jugadora de futbol femenino 2019-2020.[4]
- Premio Charrúa de Plata "Revelación" 2019-2020.
- Premio Charrúa a la mejor jugadora de futbol femenino 2020-2021.
- Primera (en conjunto con otras compañeras) futbolista femenina en obtener un contrato profesional en Uruguay (Club Nacional, 2020).[5][6]
- Goleadora del Campeonato Uruguayo 2020 y 2021.